# Ins offene Messer
Ins offene Messer ist das erste Studioalbum der Berliner Pop-Rock-Band Jennifer Rostock. Es wurde am 15. Februar 2008 beim Label Warner Music veröffentlicht.

## Titelliste
| #  | Titel                                | Autor(en)                              | Produzent(en)                  | Länge |
| -- | ------------------------------------ | -------------------------------------- | ------------------------------ | ----- |
| 1  | Feuer                                | Johannes Walter-Müller, Jennifer Weist | Werner Krumme, Christian Bader | 3:00  |
| 2  | Kopf oder Zahl (Single Version)      | Johannes Walter-Müller, Jennifer Weist | Werner Krumme, Christian Bader | 2:21  |
| 3  | Blut geleckt                         | Johannes Walter-Müller, Jennifer Weist | Werner Krumme, Christian Bader | 2:46  |
| 4  | Nichts tät ich lieber                | Johannes Walter-Müller, Jennifer Weist | Werner Krumme, Christian Bader | 2:33  |
| 5  | Drahtseilakt                         | Johannes Walter-Müller, Jennifer Weist | Werner Krumme, Christian Bader | 3:26  |
| 6  | Gedanken, die man besser nicht denkt | Johannes Walter-Müller, Jennifer Weist | Werner Krumme, Christian Bader | 3:42  |
| 7  | Tier in dir                          | Johannes Walter-Müller, Jennifer Weist | Werner Krumme, Christian Bader | 3:40  |
| 8  | Wer hätte das gedacht                | Johannes Walter-Müller, Jennifer Weist | Werner Krumme, Christian Bader | 1:32  |
| 9  | Mein Parfum                          | Johannes Walter-Müller, Jennifer Weist | Werner Krumme, Christian Bader | 3:41  |
| 10 | Kind von dir                         | Johannes Walter-Müller, Jennifer Weist | Werner Krumme, Christian Bader | 3:19  |
| 11 | Diadem                               | Johannes Walter-Müller, Jennifer Weist | Werner Krumme, Christian Bader | 2:19  |
| 12 | Mona Lisa                            | Johannes Walter-Müller, Jennifer Weist | Werner Krumme, Christian Bader | 2:31  |
| 13 | Himalaya                             | Johannes Walter-Müller, Jennifer Weist | Werner Krumme, Christian Bader | 3:34  |
| 14 | Ich will hier raus (Album Version)   | Johannes Walter-Müller, Jennifer Weist | Werner Krumme, Christian Bader | 2:42  |

## Chartplatzierungen

### Album
| ChartsChartplatzierungen | Höchstplatzierung | Wochen |
| ------------------------ | ----------------- | ------ |
| Deutschland (GfK)        | 31 (3 Wo.)        | 3      |

### Singles
| Jahr | Titel          | Höchstplatzierung, Gesamtwochen, AuszeichnungChartplatzierungen (Jahr, Titel, , Platzierungen, Wochen, Auszeichnungen, Anmerkungen) | Höchstplatzierung, Gesamtwochen, AuszeichnungChartplatzierungen (Jahr, Titel, , Platzierungen, Wochen, Auszeichnungen, Anmerkungen) | Anmerkungen                             |
| Jahr | Titel          | DE | AT | Anmerkungen                             |
| ---- | -------------- | --- | --- | --------------------------------------- |
| 2008 | Kopf oder Zahl | DE48 (5 Wo.)DE | AT69 (2 Wo.)AT | Erstveröffentlichung: 1. Februar 2008   |
| 2008 | Feuer          | — | AT24 (17 Wo.)AT | Erstveröffentlichung: 13. Juni 2008     |
| 2008 | Himalaya       | DE85 (2 Wo.)DE | — | Erstveröffentlichung: 21. November 2008 |